# Cecropia ficifolia
Cecropia ficifolia là loài thực vật có hoa trong họ Tầm ma. Loài này được Warb. ex Snethl. mô tả khoa học đầu tiên năm 1923.